# Isola Crone (Isole Andreanof)
Crone (in lingua aleutina Kdatxis) è una piccola isola disabitata delle isole Andreanof, nell'arcipelago delle Aleutine, e appartiene all'Alaska (USA). Si trova al largo della costa meridionale di Adak; è lunga 2,4 km e ha un'altezza massima di 44 m.